# Jack Trout
Jack Trout (New York, 31 januari 1935 – Greenwich, 5 juni 2017) was een Amerikaans managementgoeroe en eigenaar van het strategisch marketingbureau Trout & Partners. 

## Loopbaan
Trout startte zijn carrière op de reclameafdeling van General Electric. Later trad hij bij het marketingstrategiebureau van Al Ries in dienst waar hij meer dan 26 jaar aan verbonden zou blijven.
Behalve via boeken verkondigt Trout zijn denkbeelden ook via zijn eigen radiostation op het internet.
Trout was samen met Al Ries de stichter en pionier van de positioneringstheorie. In het voorwoord van de 2001 editie van het boek "Positioning: the battle for your mind", omschrijft Philip Kotler positionering als een "[...] revolutionair idee juist omdat de positionering van een product door de andere vier marketing P's heensnijdt. Het beïnvloedt de andere vier P's en voegt hier consistentie aan toe". Ries en Trout legden de basis voor hun positioneringstheorie in een serie artikelen die in 1972 in Advertising Age gepubliceerd werden.
Daarnaast geniet Trout een zekere bekendheid vanwege de mede aan hem toegeschreven metafoor dat 'marketing oorlog is'. Deze vergelijking werkte hij eveneens samen met Al Ries uit tot het boek "Marketing Warfare".
Hij overleed in 2017 op 82-jarige leeftijd.